# Гольмівська
Го́льмівська — пасажирська зупинна залізнична платформа Донецької дирекції Донецької залізниці.
Розташована в смт Гольмівський, Микитівський район Горлівки, Донецька область на лінії Микитівка — Попасна між станціями Трудова (7 км) та Доломіт (4 км).
Через військову агресію Росії на сході України транспортне сполучення припинене.